# Casa-Museu Soledade Malvar
A Casa-Museu Soledade Malvar é uma casa-museu localizada em Vila Nova de Famalicão, resultado da doação ao Município de Vila Nova de Famalicão da coleção de arte de Maria da Soledade Ramos Malvar Osório, antiquária famalicense, natural da Quinta de Portela, freguesia de São Tiago de Antas.
A doação ocorreu em 1998, através de um acordo com o Município, que consigna o compromisso da autarquia de instalar uma Casa-Museu, mediante a cedência da sua coleção de arte e do imóvel que o acolhe.
A Casa-Museu foi, deste modo, inaugurada a 29 de setembro de 2002, no âmbito das comemorações das Jornadas Europeias do Património.

## Visão
"Ser um lugar de encontro entre gerações e de educação, que permita o desenvolvimento pleno de cada pessoa na sua relação com a comunidade local".

## A Missão
Criar oportunidades de encontro, diálogo e partilha de experiências baseadas na relação de amor que Maria da Soledade Ramos Malvar Osório tinha com a comunidade local, a cidade de Vila Nova de Famalicão e os seus habitantes, tendo cinco objetivos principais":
- Difundir conhecimentos sobre a ação de Soledade Malvar como colecionadora, através da coleção do museu;
- Proporcionar, de forma organizada e coerente, o acesso regular e inclusivo do público à coleção da Casa-Museu Soledade Malvar;
- Garantir a salvaguarda futura do legado material e imaterial de Soledade Malvar;
- Divulgar o legado de Soledade Malvar;
- Assegurar o acesso — físico, social e intelectual — à coleção e à programação do museu.

## Maria Soledade Malvar

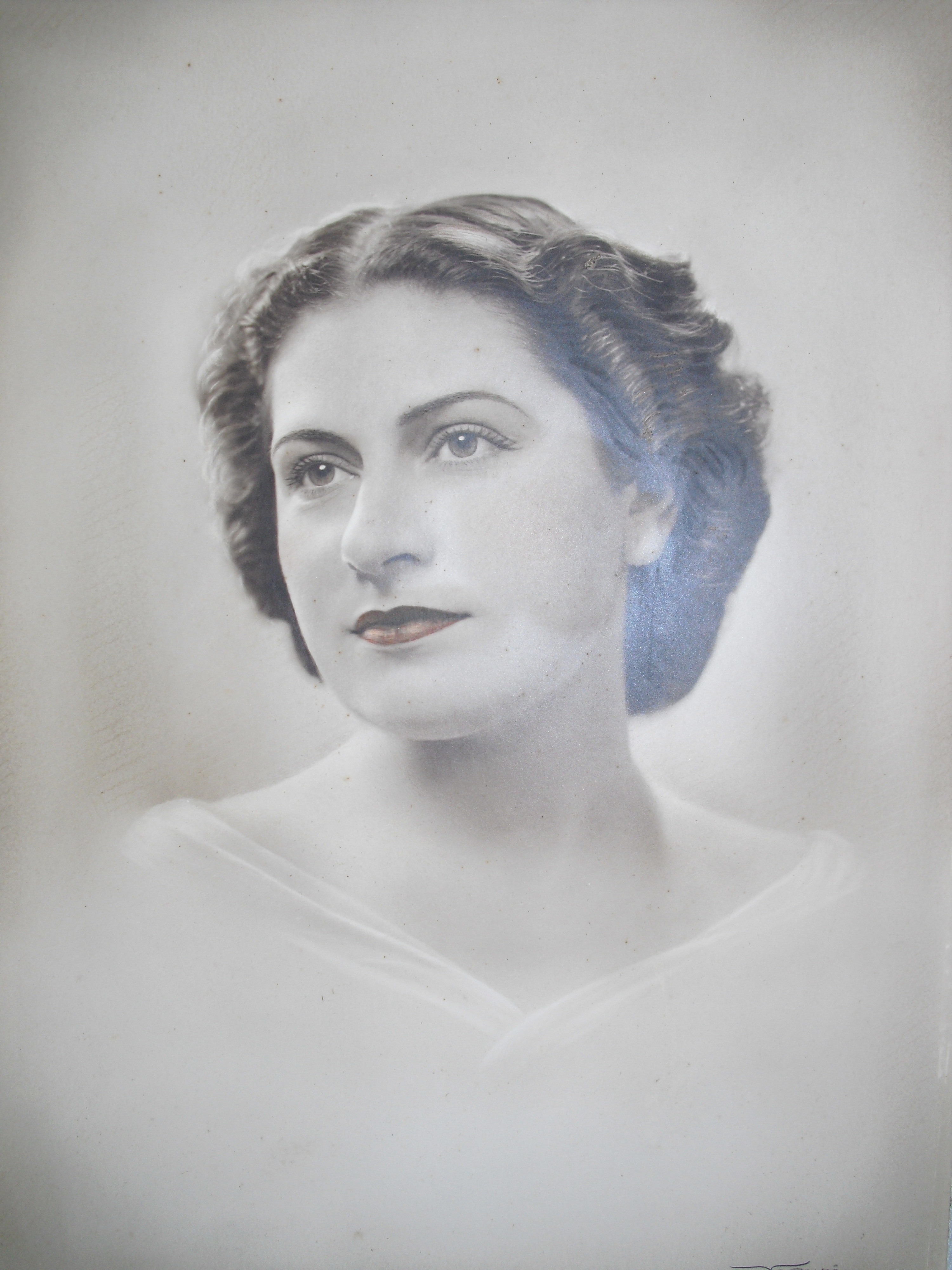
Maria da Soledade Malvar

A 19 de agosto do ano de 1909 nasce, na Quinta da Portela, na freguesia de Antas, em Vila Nova de Famalicão, Maria da Soledade Ramos Malvar onde, mais tarde, viria a casar com Manuel Ferreira Osório, aos 22 anos de idade e vai viver para Lisboa.
A 27 de novembro, com a morte do seu marido, regressa a Vila Nova de Famalicão e, entre os anos de 1954 e 1957, promove a construção de um prédio urbano localizado no gaveto da Avenida 25 de Abril, com a finalidade de criar espaços habitacionais e abrir lojas de comércio.
Entre os anos de 1965 e 1966, inicia a atividade da loja de antiguidades "Bric-à-Brac".
De 4 a 14 de junho de 1969, Soledade Malvar participa na "I Exposição de Antiquários" no Ateneu Comercial do Porto". 
A 9 de fevereiro de 1998, assina a escritura de doação ao Município de Vila Nova de Famalicão da coleção de arte que tinha na sua posse e do prédio que mandara construir.
Foi-lhe atribuída a medalha de Mérito Municipal de Benemerência, no ano de 2002. A 29 de setembro deste mesmo ano, foi inaugurada a Casa-Museu Soledade Malvar, no âmbito das comemorações das Jornadas Europeias do Património.
Maria da Soledade, falece no ano de 2008, com 98 anos.
A 26 de novembro de 2012, a Casa-Museu passa a integrar a recém-criada Rede Museológica Municipal, atual Rede de Museus de Vila Nova de Famalicão.

## O edifício
A designação Casa-Museu, por norma, é atribuída a um espaço museológico que recria o ambiente intimista do seu patrono, no local onde o mesmo residia ou trabalhava. O edifício que alberga a Casa-Museu Soledade Malvar encontra-se precisamente nesta categoria por ter sido neste edifício que Maria da Soledade Ramos Malvar Osório habitou nele e teve o seu espaço de venda de antiguidades, designado de Bric-à-Brac. 
O imóvel foi projetado pelo arquiteto Manoel da Silva Passos Júnior e construído entre os anos de 1955 e 1957, tendo como responsável técnico da obra o engenheiro António Pinheiro Braga — o mesmo que haveria de assumir o cargo de presidente da Câmara Municipal de Vila Nova de Famalicão entre os anos de 1974 e 1976. Localizado num dos principais arruamentos da cidade, a Avenida 25 de Abril, sofreu algumas obras de transformação para ser adaptado à sua função museológica.
No entanto, Manoel Araújo Silva, arquiteto responsável pela intervenção, procurou respeitar a traça original, de forma a permitir que a exposição permanente recriasse e transmitisse ao visitante o ambiente familiar da época.

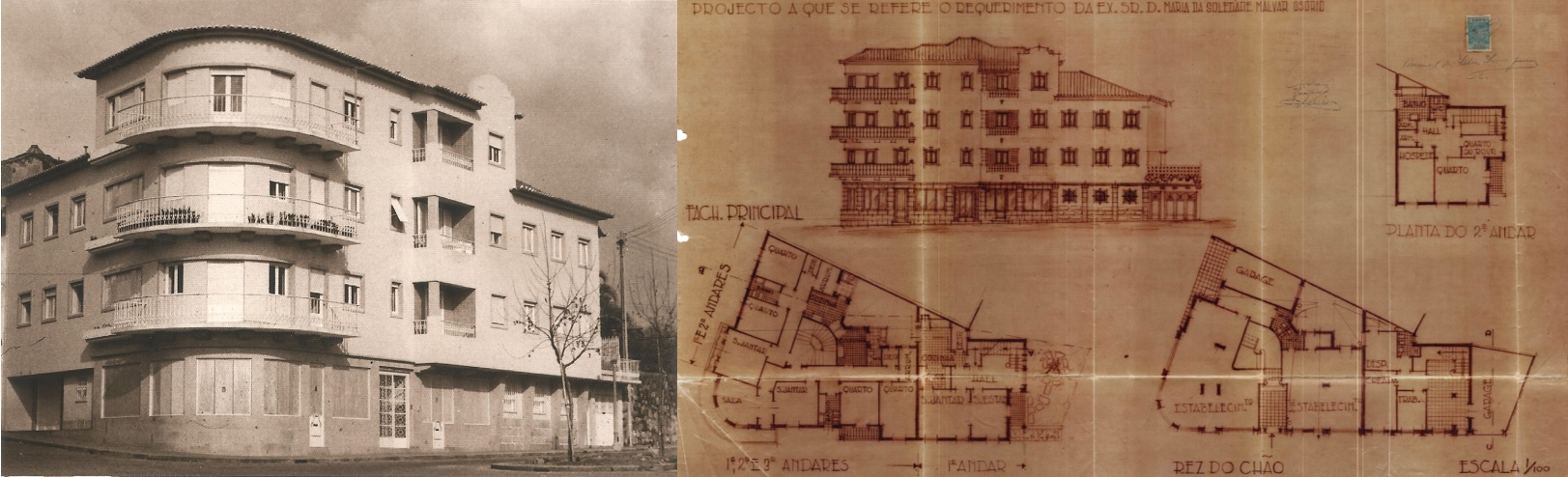
À esquerda: Edifício onde se situa a Casa-Museu, s/data. À direita: Projeto do edifício, 1954/5.

## A Coleção

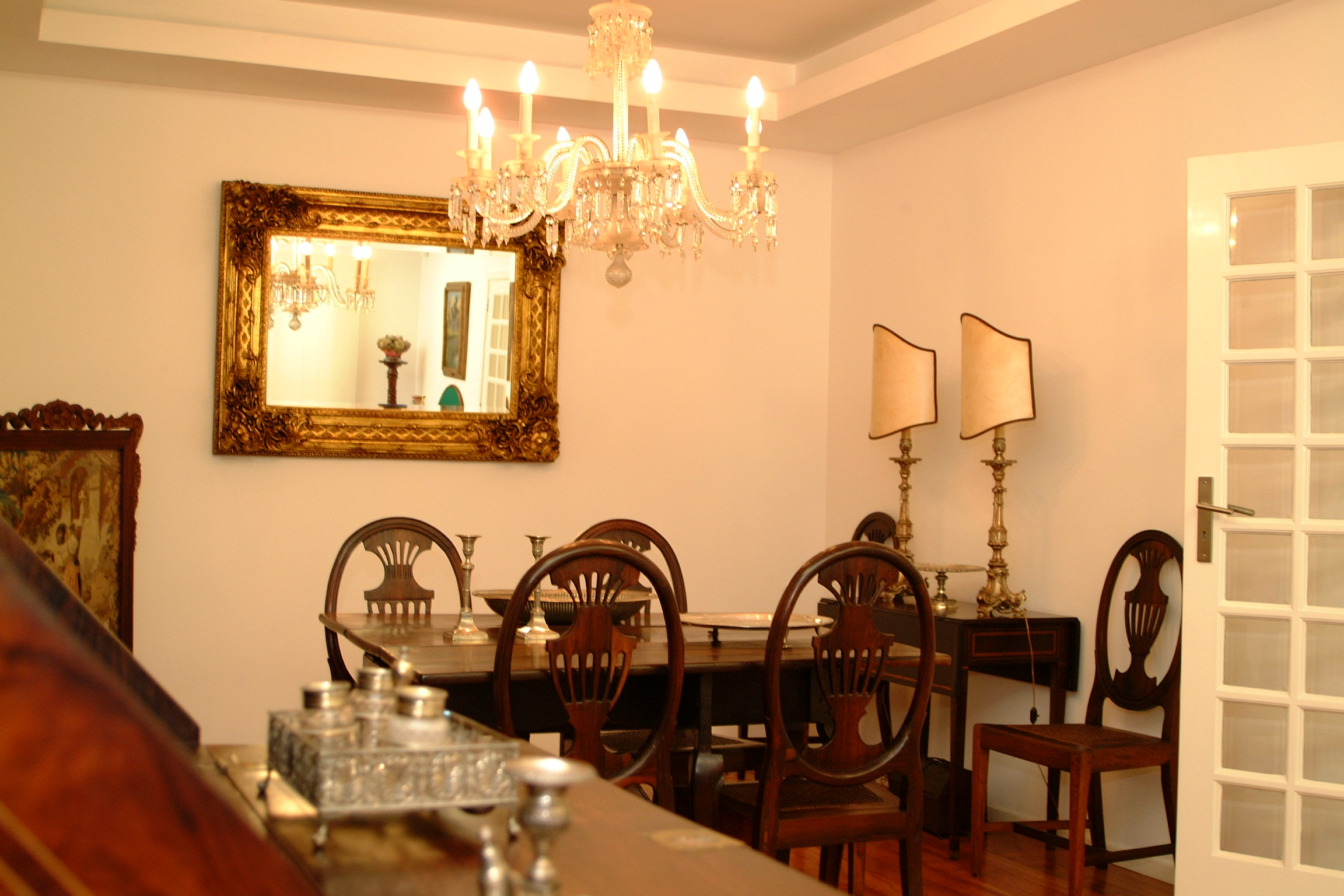
Interior da Casa-Museu, 1.º piso.

O acervo museológico é constituído por antiguidades que Maria da Soledade Malvar foi colecionando ao longo da sua vida.
Foi a vivência cultural e a rica experiência profissional de antiquária, aliada à convivência social, mas sobretudo a devoção à arte e ao gosto pela leitura que lhe permitiram ir selecionando com sabedoria e rigor uma coleção de arte, riquíssima, original e diversificada, onde as joias em ouro e prata, as faianças e a pintura convivem em perfeita harmonia com o mobiliário do séculos XVIII e XIX, e a Arte Sacra, destacada por uma imagem do século XVI. 
Cada objeto ou obra de arte exposta nesta Casa-Museu esconde, deste modo, uma pequena história onde a afetividade e a amizade, muitas vezes se aliam ao pitoresco. Além do móvel de entrada de estilo renascentista, assume particular destaque a estatueta em pedra Ançã de Santa Margarida, datada do século XVI, e a caixa de música, em madeira, detentora de um maquinismo interior que toca oito músicas da época dourada do romantismo.
A coleção de pintura da Casa-Museu retrata, maioritariamente, temas religiosos embora existam, também, pinturas de natureza-morta, paisagem e retrato, sendo possível afirmar que a maioria dos objetos remetem para os séculos XIX e XX. As pinturas foram avaliadas por Adriano do Amaral, que para além de ser professor, tinha um ateliê de restauro na cidade do Porto
No que toca às peças da Coleção de Joelharia, disponível na plataforma Famalicão ID, e de acordo com a informação oral, foram em grande parte adquiridos em leilões, sendo muito difícil traçar a sua origem, ou compreender o interesse da colecionadora pelo tipo de peças que selecionava.Numa entrevista para um documentário local sobre de Vila Nova de Famalicão, “Soledade Malvar — A poesia da vida”, fala sobre o seu interesse e critério por antiguidades e diz: “Eu gostava de tudo que era belo. Belo e bom".
O acervo da Casa-Museu também contempla em si muitos textos de poesia popular, escritos por Maria Soledade Malvar, que escreve acerca da sua casa, da sua coleção, de temas gerais da vida cotidiana, sob a forma de poesia. Esses manuscritos, muitos deles rascunhos, deram origem a uma publicação da Câmara de Vila Nova de Famalicão, onde compila alguns desses poemas, e que se intitula de "Rosarinho de Cantigas".
Objeto em destaque

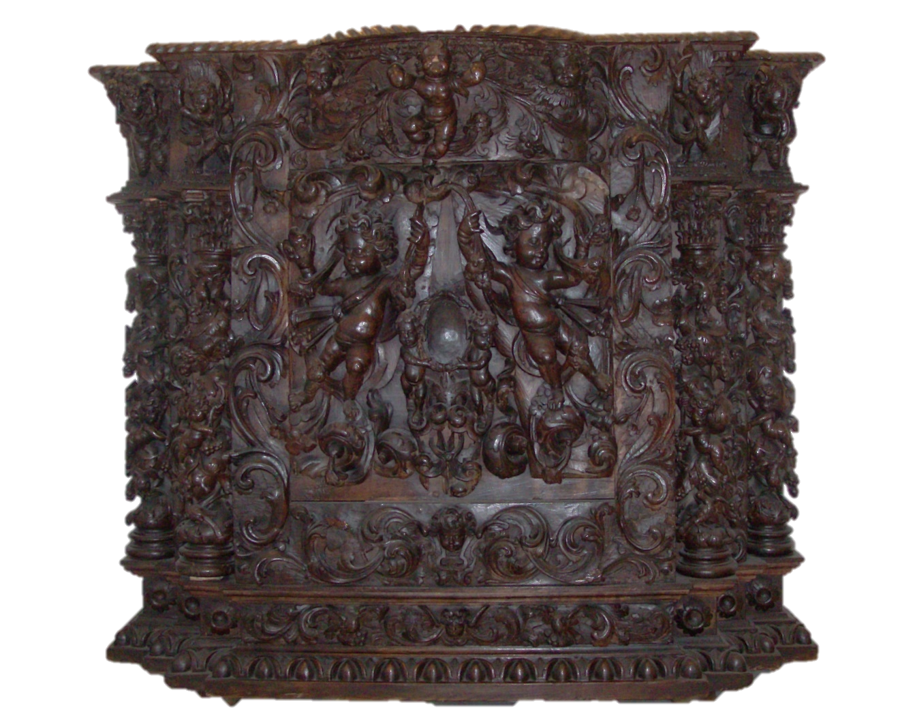
Armário em talha renascença italiana, século XV–XVI.

Armário em talha renascença italiana
Pela sua beleza, assume-se como um dos objetos mais importantes do acervo museológico da Casa-Museu Soledade Malvar. 
A época da sua construção, o Renascimento, caracteriza-se pela redescoberta e revalorização das referências culturais da antiguidade clássica, grega e romana. 
Em termos de simbologia ou decoração é constituído por três anjos e quatro colunas, todas elas profundamente trabalhadas e ornamentadas.

## A Galeria
A galeria da Casa-Museu Soledade Malvar é um equipamento propriedade do Município de Vila Nova de Famalicão, sob a gestão da Câmara Municipal. É um espaço destinado à dinamização da cultura do concelho através de exposições temporárias.

## Ligações Externas
- Famalicão ID
- Município de Vila Nova de Famalicão